# Sangus
Sangus war ein antiker römischer Toreut (Metallbearbeiter), der irgendwann im Zeitraum zwischen der zweiten Hälfte des 1. und der ersten Hälfte des 2. Jahrhunderts in Gallien tätig war.
Sangus ist heute nur noch aufgrund eines Signaturstempels auf einem Bronzesieb bekannt. Dieses wurde im Brandgrab in Bucklersbury, London, gefunden und befindet sich heute in der Guildhall Art Gallery in der Guildhall, London.

## Einzelbelege
1. ↑  Inventarnummer Kat. 110, Nummer 92; Richard Petrovszky: Studien zu römischen Bronzegefäßen mit Meisterstempeln. Leidorf, Buch am Erlbach 1993, S. 296, Nr. S.04.01.

| Personendaten    | Personendaten                      |
| ---------------- | ---------------------------------- |
| NAME             | Sangus                             |
| KURZBESCHREIBUNG | antiker römischer Toreut           |
| GEBURTSDATUM     | 1. Jahrhundert                     |
| STERBEDATUM      | 1. Jahrhundert oder 2. Jahrhundert |